# 中京温泉
中京温泉（ちゅうきょうおんせん）は、愛知県名古屋市中村区日吉町にある温泉。

## 概要
中村遊廓廃業後、当地の旅館が開発し、温泉旅館として再起を図ったものである。
泉質は含メタ珪酸泉16度から23度の冷泉。浴用には加熱を施している。

## 所在地
- 愛知県名古屋市中村区日吉町[1]